# John Kirkman
John Kirkman, né en 1741 et mort le 19 septembre 1780, est un homme politique britannique, élu député à titre posthume le jour de sa mort

## Biographie
À l'instar de son père, il travaille à Londres dans le commerce de la soie. Il s'engage dans la politique municipale, sans étiquette partisane, et siège comme membre du conseil municipal de Londres de 1768 jusqu'à sa mort. Il se présente aux élections législatives de 1780, pour un siège à la Chambre des communes. Le scrutin à Londres se déroule sur plusieurs jours. Il décède le dernier jour du vote, six heures avant la clôture du scrutin, à l'âge de 39 ans. Arrivé deuxième avec 20,26 % des voix (derrière le candidat radical George Hayley), il est déclaré élu à titre posthume, la circonscription élisant quatre députés. Sa mort entraîne une élection partielle le 28 novembre, que remporte le candidat radical John Sawbridge.